# Filip Novotný
Filip Novotný (* 6. května 1991, Jihlava) je český hokejový brankář. Filip Novotný byl členem českého národního juniorského týmu na MS juniorů v letech 2010 a 2011. Aktuálně působí v týmu Mountfield HK. Za Karlovy Vary jako zatím jediný brankář který v historii extraligy dal gól

## Kariéra
Filip Novotný začínal s hokejem v Jihlavě, kde postupně procházel věkovými kategoriemi. V dorostu nastupoval také za tým SK Horácká Slavia Třebíč. V 17 letech hrál poprvé mezi dospělými v 1. české hokejové lize za Jihlavu a následně odešel hrát za juniorský tým Sparty Praha. V sezóně 2008–09 byl na hostování v Jihlavě a chytal ve 3 zápasech 1. české hokejové ligy a na konci sezóny chytal na mistrovství světa do 18 let (2009).
V sezóně 2009–10 chytal v juniorské extralize za Spartu Praha, ale byl také na hostování v Berouně, kde odchytal 7 zápasů. V polovině sezóny byl náhradníkem na MS juniorů.
Před sezónou 2010/11 chytal za Spartu Praha na European Trophy. V sezóně 2010–11 také chytal na hostování za Beroun v 6 zápasech 1. ligy a poprvé chytal za Spartu Praha v české extralize. Sezónu 2011/12 strávil na hostování v jihlavské Dukle, což opakoval i v sezóně 2012/13.
V sezóně 2013/14 dostal konečně větší šanci v extralize, když za Spartu odchytal 8 zápasů. Mimoto chytal i v 1. lize v Třebíči a Litoměřicích na hostování. Opět měl možnost chytat na European Trophy ve třech utkáních za Spartu.

### Osobní
Jeho otcem je bývalý brankář české extraligy Marek Novotný. Filip Novotný je sám otcem syna Matyáše, který se narodil v červenci 2010.

## Statistiky

### Statistiky v základní části
| 2010–11     | HC Sparta Praha         | ELH         | 2  | 4.03 | 86,7 | 0  | 2  | 8  | 52   | 0 | 119  |
| 2013–14     | HC Sparta Praha         | ELH         | 8  | 2.00 | 92,0 | 5  | 3  | 15 | 172  | 2 | 449  |
| 2014–15     | HC Sparta Praha         | ELH         | 36 | 2.24 | 91,2 | 25 | 11 | 76 | 787  | 1 | 2034 |
| 2015–16     | Metallurg Novokuzněck   | KHL         | 4  | 4.23 | 88,6 | 0  | 1  | 8  | 62   | 0 | 114  |
| 2015–16     | HC Sparta Praha         | ELH         | 2  | 0.48 | 98,3 | 2  | 0  |    |      |   |      |
| 2015–16     | HC Benátky nad Jizerou  | 1. liga     | 9  | 2.40 | 92,1 | -  | -  |    |      |   |      |
| 2016–17     | HC Sparta Praha         | ELH         | 14 | 1.93 | 92,4 | 8  | 6  |    |      |   |      |
| 2016–17     | HC Benátky nad Jizerou  | 1. liga     | 14 | 2.24 | 93,1 | -  | -  |    |      |   |      |
| 2017–18     | HC Energie Karlovy Vary | 1. liga     | 38 | 1.28 | 94,9 | 26 | 12 |    |      |   |      |
| 2018–19     | HC Energie Karlovy Vary | ELH         | 40 | 2.80 | 91,3 | 15 | 25 |    |      |   |      |
| 2019–20     | HC Energie Karlovy Vary | ELH         | 41 | 2.61 | 92,2 | 22 | 17 |    |      |   |      |
| 2020–21     | HC Energie Karlovy Vary | ELH         | 39 | 3.05 | 90,5 | 18 | 18 |    |      |   |      |
| 2021–22     | HC Energie Karlovy Vary | ELH         | 31 | 2.99 | 91,1 | 12 | 17 |    |      |   |      |
| 2021–22     | Mountfield HK           | ELH         | 9  | 1.08 | 94,9 | 8  | 1  |    |      |   |      |
| 2022–23     | BK Mladá Boleslav       | ELH         | 33 | 2.22 | 92,1 |    |    |    |      |   |      |
| 2023–24     | BK Mladá Boleslav       | ELH         | 24 | 3.03 | 90,2 |    |    |    |      |   |      |
| 2024–25     | Mountfield HK           | ELH         |    |      |      |    |    |    |      |   |      |
| ELH celkově | ELH celkově             | ELH celkově | 46 | 2.28 | 91,1 | 30 | 16 | 99 | 1011 | 3 | 2602 |
| KHL celkově | KHL celkově             | KHL celkově | 4  | 4.21 | 88,6 | 0  | 1  | 8  | 62   | 0 | 114  |

### Statistiky v play off
| Sezóna      | Tým         | Soutěž      |      |     |      |   |   |    |    |    |     |
| Sezóna      | Tým         | Soutěž      | Záp. | POG | Úsp% | V | P | OG | PZ | ČK | ČAS |
| ELH celkově | ELH celkově | ELH celkově | -    | -   | -    | - | - | -  | -  | -  | -   |
| ----------- | ----------- | ----------- | ---- | --- | ---- | - | - | -- | -- | -- | --- |